# 波季洛山
48°14′31.5″N 24°44′56.3″E / 48.242083°N 24.748972°E
波季洛山是烏克蘭的山峰，位於該國西部伊萬諾-弗蘭科夫斯克州，處於韋爾霍維納區，屬於烏克蘭喀爾巴阡山脈的一部分，海拔高度1,483米。